# Яп Стам
Якоб Стамⓘ (нід. Jakob Stam; народився 17 липня 1972 р. в Кампені, Нідерланди), відоміший як Яп Стам (нід. Jaap Stam) — нідерландський футболіст ,  захисник, у 2007 році завершив кар'єру гравця. З 1996 по 2004 роки виступав за збірну Нідерландів, за яку провів 67 матчів і забив 3 голи. У 1999 і 2000 роках визнавався найкращим захисником Ліги чемпіонів.

## Клубна кар'єра
Стам починав кар'єру в аматорському клубі свого рідного міста, «ДОС Кампен». У 1992 році дебютував у професійній команді «Зволле», а в наступному році вже заявив про себе, виступаючи за «Віллем II» з Тілбурга. Після несподіваної перемоги над найкращим у той час клубом Європи, «Аяксом», Стам привернув увагу ПСВ і у 1996році перейшов у цю команду. З нею він виграв Кубок, чемпіонат і два Суперкубки країни, а також звання найкращого футболіста країни. У 1998 році Яп Стам став найдорожчим захисником і найдорожчим голландським футболістом в історії, коли «Манчестер Юнайтед» заплатив за нього 36 млн гульденів (16,7 млн євро). Три роки виступу за англійський клуб стали найуспішнішими в його кар'єрі: він виграв з командою 3 чемпіонати, Кубок, Лігу чемпіонів і Міжконтинентальний Кубок.
У сезоні 2001—2002 Стам був проданий у «Лаціо», після того, як деякі думки, викладені в його автобіографії, названої «Обличчям до обличчя», не сподобалися тренеру «МЮ», Серу Алексу Фергюсону. Під час виступів за «Лаціо» Стам був викритий в прийомі забороненого анаболіка нандролону, і був дискваліфікований на п'ять місяців, але після апеляції термін покарання скоротили на місяць. Після трьох років у «Лаціо», захисник перейшов до титулованого «Мілана», але в цілому його кар'єра в Італії виявилася невдалою — йому вдалося завоювати лише один трофей, Кубок Італії 2004 року. 
30 січня 2006 року він оголосив про своє повернення до Нідерландів. Всупереч очікуванням він підписав дворічний контракт не зі своїм колишнім клубом, ПСВ, а з його головним суперником, «Аяксом». В амстердамському клубі Япа відразу ж після його переходу обрали капітаном команди. 29 жовтня 2007 року Стам несподівано оголосив про завершення кар'єри. Своє рішення він мотивував травмами і тим, що у нього пропало бажання грати. Свою останню гру за «Аякс» Стам провів 20 жовтня проти клубу «Неймеген», яку не зумів дограти через травму.

## Кар'єра в збірній
Стам дебютував у  національної збірної Нідерландів 24 квітня 1996 року в матчі проти збірної Німеччини, програному голландцями з рахунком 1:0. Брав участь у чемпіонатах Європи 1996, 2000 (3-4 місце) і 2004 року, і в чемпіонаті світу 1998 року (4-е місце). На Євро 2000 він пробив повз ворота в серії пенальті у півфіналі зі збірною Італії, в результаті чого Нідерланди програли. Після чемпіонату Європи 2004 року в Португалії Стам оголосив про свій відхід з національної команди, мотивувавши це бажаннями зосередитися на виступі за клуб і проводити більше часу з сім'єю.

## Досягнення

### Командні
- Володар Кубка Нідерландів: 1996, 2007
- Чемпіон Нідерландів: 1997
- Володар Суперкубка Нідерландів: 1996, 1997, 2006, 2007
- Чемпіон Англії: 1999, 2000, 2001
- Переможець Ліги чемпіонів: 1999
- Володар  Кубка Англії: 1999
- Володар  Міжконтинентального Кубка: 1999
- Володар  Кубка Італії: 2004
- Призер Чемпіонату світу 1998 року (4 місце)
- Призер Чемпіонату Європи 2000 року (3-4 місце)

### Особисті
- Футболіст року в Нідерландах: 1997 року («VVCS-Profvoetbalgala»)
- Найкращий захисник європейського сезону 1999, 2000 років (за версією UEFA)

## Статистика виступів
| Клуб              | Сезон             | Ліга | Ліга | Кубки | Кубки | Єврокубки | Єврокубки | Інші | Інші | Разом | Разом |
| Клуб              | Сезон             | Ігри | Голи | Ігри  | Голи  | Ігри      | Голи      | Ігри | Голи | Ігри  | Голи  |
| ----------------- | ----------------- | ---- | ---- | ----- | ----- | --------- | --------- | ---- | ---- | ----- | ----- |
| Зволле            | 1992-93           | 32   | 1    | 4     | 0     | 0         | 0         | 0    | 0    | 36    | 1     |
| Зволле            | Разом             | 32   | 1    | 4     | 0     | 0         | 0         | 0    | 0    | 36    | 1     |
| Камбююр           | 1993-94           | 33   | 0    | 1 +   | 0     | 0         | 0         | 0    | 0    | 34 +  | 0     |
| Камбююр           | 1994-95           | 33   | 4    | 1 +   | 1     | 0         | 0         | 0    | 0    | 34 +  | 5     |
| Камбююр           | Разом             | 66   | 4    | 2 +   | 1     | 0         | 0         | 0    | 0    | 68 +  | 5     |
| Віллем II         | 1995-96           | 19   | 1    | ?     | 0     | 0         | 0         | 0    | 0    | 19 +  | 1     |
| Віллем II         | Разом             | 19   | 1    | ?     | 0     | 0         | 0         | 0    | 0    | 19 +  | 1     |
| ПСВ Ейндховен     | 1995-96           | 14   | 1    | 3     | 0     | 1         | 0         | 0    | 0    | 18    | 1     |
| ПСВ Ейндховен     | 1996-97           | 33   | 7    | 2     | 0     | 4         | 0         | 1    | 0    | 40    | 7     |
| ПСВ Ейндховен     | 1997-98           | 29   | 4    | 5     | 0     | 5         | 0         | 1    | 0    | 40    | 4     |
| ПСВ Ейндховен     | Разом             | 76   | 12   | 10    | 0     | 10        | 0         | 2    | 0    | 98    | 12    |
| Манчестер Юнайтед | 1998-99           | 30   | 1    | 7     | 0     | 13        | 0         | 1    | 0    | 51    | 1     |
| Манчестер Юнайтед | 1999-00           | 33   | 0    | 0     | 0     | 13        | 0         | 5    | 0    | 51    | 0     |
| Манчестер Юнайтед | 2000-01           | 15   | 0    | 1     | 0     | 6         | 0         | 1    | 0    | 23    | 0     |
| Манчестер Юнайтед | 2001-02           | 1    | 0    | 0     | 0     | 0         | 0         | 1    | 0    | 2     | 0     |
| Манчестер Юнайтед | Разом             | 79   | 1    | 8     | 0     | 32        | 0         | 8    | 0    | 127   | 1     |
| Лаціо             | 2001-02           | 13   | 1    | 0     | 0     | 5         | 0         | 0    | 0    | 18    | 1     |
| Лаціо             | 2002-03           | 28   | 0    | 2     | 0     | 4         | 0         | 0    | 0    | 34    | 0     |
| Лаціо             | 2003-04           | 29   | 2    | 6     | 0     | 7         | 1         | 0    | 0    | 42    | 3     |
| Лаціо             | Разом             | 70   | 3    | 8     | 0     | 16        | 1         | 0    | 0    | 94    | 4     |
| Мілан             | 2004-05           | 17   | 0    | 2     | 0     | 8         | 1         | 1    | 0    | 28    | 1     |
| Мілан             | 2005-06           | 25   | 1    | 3     | 0     | 9         | 0         | 0    | 0    | 37    | 1     |
| Мілан             | Разом             | 42   | 1    | 5     | 0     | 17        | 1         | 1    | 0    | 65    | 2     |
| Аякс Амстердам    | 2006-07           | 25   | 1    | 4     | 1     | 9         | 0         | 3    | 0    | 41    | 2     |
| Аякс Амстердам    | 2007-08           | 6    | 0    | 0     | 0     | 4         | 0         | 1    | 0    | 11    | 0     |
| Аякс Амстердам    | Разом             | 31   | 1    | 4     | 1     | 13        | 0         | 4    | 0    | 52    | 2     |
| Всього за кар'єру | Всього за кар'єру | 415  | 24   | 41 +  | 2     | 88        | 2         | 15   | 0    | 559 + | 28    |